# Thibaut Monnier
Thibaut Monnier, né le 24 février 1987 à Belfort, est un homme politique français.
Ancien adhérent de Reconquête, il est élu député dans la quatrième circonscription de la Drôme aux élections législatives de 2024. Apparenté au groupe RN à l'Assemblée nationale, il est membre d'Identité-Libertés de Marion Maréchal.

## Biographie
Thibaut Monnier grandit dans le Jura, au Deschaux. Il est diplômé d’un master de relations internationales et a été officier de réserve.
Engagé dans la mobilisation contre le mariage homosexuel en France, il rejoint le Front national suivant sa rencontre de Marion Maréchal au sein d'une manifestation.
Thibaut Monnier est secrétaire départemental du Front national dans le Jura entre juillet 2014 et mai 2016, date à laquelle il succède à Mireille d'Ornano à la tête de la fédération iséroise du parti.
Il est conseiller régional d'Auvergne-Rhône-Alpes de 2015 à 2021.
En 2018, Thibaut Monnier cofonde, avec Marion Maréchal, dont il est proche, l’Institut des sciences sociales, économiques et politiques (ISSEP),.
Chargé des fédérations de Reconquête, il quitte le parti avant les élections législatives de 2022,. Il réintègre finalement le parti pour la campagne européenne de 2024, lors de laquelle Marion Maréchal est tête de liste. Il rejoint le Rassemblement national avant les élections législatives qui suivent.
Selon Le Canard enchaîné, il fait partie du groupe de personnes appartenant à l'entourage de Marion Maréchal qui ont « vidé les caisses » du parti Reconquête pendant la campagne des européennes. Marion Maréchal aurait dépensé 500 000 euros des réserves du parti en « prestations de conseils » pour quatre de ses proches, dont Thibaut Monnier, une situation qui a fait dire à Éric Zemmour qu’elle avait commis le « record du monde de la trahison ».
Thibaut Monnier est élu député lors des élections législatives de 2024 avec 41,96 % des voix dans la 4e circonscription de la Drôme, où il est opposé au second tour dans une triangulaire à Isabelle Pagani du Nouveau Front populaire (32,08 % des voix) et la députée sortante Emmanuelle Anthoine des Républicains (25,97 %), arrivée troisième au premier tour et qui refuse le « barrage républicain »,,. Il siège en tant qu'apparenté au groupe RN. Il rejoint en octobre 2024 le parti Identité-Libertés (IDL), que vient de lancer Marion Maréchal.

## Synthèse des résultats électoraux

### Élections législatives
| Année | Parti | Parti | Circonscription | 1er tour | 1er tour | 1er tour | 2d tour | 2d tour | 2d tour | Issue |
| Année | Parti | Parti | Circonscription | Voix     | %        | Rang     | Voix    | %       | Rang    | Issue |
| ----- | ----- | ----- | --------------- | -------- | -------- | -------- | ------- | ------- | ------- | ----- |
| 2017  |       | FN    | 8e de l'Isère   | 6 966    | 19,15    | 2e       | 10 671  | 36,08   | 2e      | Battu |
| 2022  |       | REC   | 8e de l'Isère   | 1 663    | 4,23     | 5e       |         |         |         | Battu |
| 2024  |       | RN    | 4e de la Drôme  | 26 621   | 38,37    | 1er      | 29 846  | 41,97   | 1er     | Élu   |

### Élections municipales
Les résultats ci-dessous concernent uniquement les élections où il est tête de liste.
| Année | Liste | Liste  | Commune | 1er tour | 1er tour | 1er tour | 2d tour | 2d tour | 2d tour | Sièges obtenus | Sièges obtenus |
| Année | Liste | Liste  | Commune | Voix     | %        | Rang     | Voix    | %       | Rang    | CA             | CM             |
| ----- | ----- | ------ | ------- | -------- | -------- | -------- | ------- | ------- | ------- | -------------- | -------------- |
| 2020  |       | RN-PCD | Lyon 9e | 528      | 6,18     | 7e       |         |         |         | 0 / 27         | 0 / 9          |

### Élections métropolitaines
Les résultats ci-dessous concernent uniquement les élections où il est tête de liste.
| Année | Liste | Liste  | Circonscription | 1er tour | 1er tour | 1er tour | 2d tour | 2d tour | 2d tour | Sièges obtenus | Sièges obtenus |
| Année | Liste | Liste  | Circonscription | Voix     | %        | Rang     | Voix    | %       | Rang    | CM             |                |
| ----- | ----- | ------ | --------------- | -------- | -------- | -------- | ------- | ------- | ------- | -------------- | -------------- |
| 2020  |       | RN-PCD | Lyon-Ouest      | 1 125    | 5,98     | 6e       |         |         |         | 0 / 11         |                |

## Détail des mandats et fonctions
- Depuis le 8 juillet 2024 : député de la 4e circonscription de la Drôme